# فرانکو ایندووینا
فرانکو ایندووینا (ایتالیایی: Franco Indovina؛ ‏۲۱ فوریهٔ ۱۹۳۲–۴ مه ۱۹۷۲) کارگردان و فیلم‌نامه‌نویس اهل ایتالیا بود.
فرانکو ایندووینا در پالرمو زاده شد. پس از پایان تحصیل، کار خود را در تئاتر و به‌عنوان دستیار لوکینو ویسکونتی در «تئاتر پیکولو» در میلان آغاز کرد و سپس به‌عنوان دستیار کارگردانانی چون میکل‌آنجلو آنتونیونی (در فیلم‌های ماجرا، شب و کسوف)، فرانچسکو رزی (در فیلم‌ سالواتوره جولیانو) و ویتوریو دسیکا (در فیلم‌ ازدواج به سبک ایتالیایی) وارد دنیای سینما شد. او که متأهل و پدر دو دختر بود (که یکی از آنها بازیگر ایتالیایی لورنتسا ایندووینا است)، در طول کار بر روی اپیزود سوم فیلم سه چهره یک زن به نام «عاشق لاتین» در سال ۱۹۶۴، با ثریا اسفندیاری (ملکه سابق ایران و همسر دوم محمدرضا پهلوی) رابطه عاشقانه‌ای برقرار کرد. آنها مدتی شریک زندگی هم بودند تا آنکه این رابطه عاشقانه با مرگ فرانکو ایندووینا در سال ۱۹۷۲، که قربانی سقوط هواپیمای پرواز ۱۱۲ آلیتالیا در کوه مونتانیا لونگا، در نزدیکی فرودگاه پالرمو شد، به پایان رسید؛ سانحه‌ای که به قیمت جان تمامی ۱۱۵ نفر از سرنشینان آن تمام شد. ثریا سال‌ها بعد از جدایی از شاه ایران در یک مهمانی در لس آنجلس، تهیه‌کنندهٔ ایتالیایی دینو د لائورنتیس را دیده بود و د لائورنتیس او را متقاعد کرده بود تا در فیلمی سه‌اپیزودی نقش‌آفرینی کند و ثریا هم تصمیم گرفت به علاقه قدیمی خود یعنی سینما بپردازد و برای همین عازم ایتالیا شد تا در فیلم سه چهره یک زن بازی کند.

## گزیدهٔ فیلم‌شناسی
- ۱۹۷۰ - جزئیات بازی
- ۱۹۶۷ - قدیمی‌ترین حرفه (کارگردان اپیزود «عصر پیشاتاریخ»)
- ۱۹۶۷ - رهاشده از بند
- ۱۹۶۵ - خانواده به سبک ایتالیایی
- ۱۹۶۴ - سه چهره یک زن (کارگردان اپیزود سوم: «عاشق لاتین»)